# Richard Peduzzi
Richard Peduzzi (* 28. Januar 1943 in Argentan) ist ein französischer Architekt, Maler und Bühnenbildner. Er war von 1990 bis 2002 Direktor der École nationale supérieure des arts décoratifs de Paris und leitete anschließend sechs Jahre lang die Académie de France à Rome.

## Als Ausstellungsarchitekt
Als Ausstellungsarchitekt gestaltete Peduzzi unter anderem die Opernräume im Musée d’Orsay und die Räume zur Geschichte des Louvre im Musée du Louvre, die Sammlungen von Daniel Filipacchi und Nesuhi Ertegün am Guggenheim Museum New York, Ausstellungen am Grand Palais und in der Villa Medici in Rom (beide 1999), sowie die Nijinski-Ausstellung am Musée d’Orsay (2000–01) und den Salon du meuble de Paris (2002).
Er zeichnete auch verantwortlich für den französischen Pavillon bei der EXPO 1992 in Sevilla, das Mobiliar der Bibliothèque nationale de France, sowie die Einrichtung des Nationalmuseums in Luxemburg.
2012 wurde im Weingut Château Mouton-Rothschild in Pauillac, Département Gironde der erweiterte und modernisierte Gärkeller (cuvier) in Betrieb genommen, dessen Entwurf von Peduzzi stammt.

## Als Bühnenbildner
Seit 1968 zeichnet Peduzzi für alle Ausstattungen von Patrice Chéreaus Sprechtheater- und Operninszenierungen verantwortlich. Legendär wurde seine Ausstattung des Chéreau’schen Ring des Nibelungen zum 100-jährigen Bestehen der Richard-Wagner-Festspiele in Bayreuth 1976 – auch bekannt als Jahrhundertring, Dirigent war Pierre Boulez. Dasselbe Team wurde von Publikum und Kritik auch für die Uraufführung der von Friedrich Cerha fertiggestellten Lulu von Alban Berg 1979 in Paris – mit Reprisen an der Scala in Mailand – gefeiert. Höchst erfolgreich war auch Chéreaus und Peduzzis Arbeiten für das Festival d’Aix-en-Provence: Così fan tutte (2005, später auch in Paris und Wien zu sehen) und Leoš Janáčeks Aus einem Totenhaus (2007, dann auch in Wien und Berlin).
Für die Salzburger Festspiele gestaltete Peduzzi die Bühnenbilder für Chéreaus Don Giovanni (1994), Luc Bondys Nozze di Figaro (1995) und Peter Zadeks Inszenierung von Aufstieg und Fall der Stadt Mahagonny (1998). Mit Luc Bondy arbeitet Peduzzi bereits seit den späten 1980er Jahren zusammen – beispielsweise für Die Zeit und das Zimmer (1989 an der Schaubühne am Lehniner Platz), The Turn of the Screw (2001 beim Festival d’Aix-en-Provence), Racines Phèdre (2003 in Paris) oder Händels Hercules (2005 bei den Wiener Festwochen).

## Auszeichnungen
- 1976 César für das Szenenbild von La Chair de l’orchidée
- 1995 César für das Szenenbild von La Reine Margot
- 1995 Mitglied der Ehrenlegion (Ritterkreuz)[1]
- 1999 César für das Szenenbild von Ceux qui m’aiment prendront le train
- 2011 Molière für das Bühnenbild von Rêve d’automne
- 2022 Großer Kunstpreis Berlin[2]